# Ivan Patzaichin
Ivan Patzaichin (Tulcea, 26 de novembro de 1949 — Bucareste, 5 de setembro de 2021) foi um canoísta romeno.

## Carreira
Conquistou a medalha de ouro nos mil metros da C1 em Munique 1972, e ganhou três medalhas de ouro nos mil metros da C-2.
Obteve a prata nos quinhentos metros da C-2 em Moscovo 1980, junto com o seu colega de equipa Petre Capusta.

## Morte
Patzaichin morreu em 5 de setembro de 2021 no hospital Elias em Bucareste, aos 71 anos de idade.